# Berylsimpsonia
Berylsimpsonia là một chi thực vật có hoa trong họ Cúc (Asteraceae).

## Loài
Chi Berylsimpsonia gồm các loài: